# Das Rabauken-Kabarett
Das Rabauken-Kabarett ist ein DDR-Kinofilm von Werner W. Wallroth aus dem Jahr 1961. In der DEFA-Produktion geht es um die Erziehung einer Jugendbrigade in einer thüringischen Schiefergrube.

## Handlung
Wolfgang ist Lehrling in einer Schiefergrube. Er ist der Wortführer einer Gruppe von Jugendlichen, die viel Unsinn treiben. Dies geht bis zum Einbruch in den Betriebskonsum, um dort drei Flaschen Schnaps zu stehlen.
Der neue Internatsleiter Herold gründet mit den Jungen das Rabauken-Kabarett. In ihren Auftritten prangern sie mit Musik und Sprüchen schlechte Arbeitsmoral und allgemeines Fehlverhalten an. Dies führt dazu, dass sie auch ihr eigenes Verhalten kritisch hinterfragen und so zu verantwortungsvollen Mitgliedern der Brigade werden.

## Veröffentlichungen
Für die Dramaturgie war Manfred Fritzsche verantwortlich.
Eine Vorab-Aufführung des Films erfolgte im März 1961 auf der ersten Jugendkonferenz der „VVB Film“ (Motto: „Mit der Jugend für eine sozialistische Filmkunst“) in Potsdam anlässlich des 15. Jahrestages der FDJ.
Seine Kinopremiere hatte der unter den Arbeitstiteln Denn sie wissen, was sie tun sowie Und er hat sein helles Licht bei der Nacht gedrehte Schwarzweißfilm Das Rabauken-Kabarett am 13. April 1961 im Berliner Kino Babylon. Die Fernseh-Erstausstrahlung erfolgte im Programm des Deutschen Fernsehfunks am 1. Januar 1962.

## Kritik
Filmdienst schreibt:

„Dürftige Unterhaltung vor dem Hintergrund von Planerfüllung und Jugendbrigaden“

In der Berliner Zeitung bemerkte H.U.E.: 

„Die höchst sonderbare Dorfkneipe, die notdürftig an das Handlungsgerüst angeklebte Liebesgeschichte und getrost die Hälfte der kabarettistischen Vorführungen hätte man dem Publikum ersparen und die gewonnenen Filmmeter zur weiteren Vertiefung der Charaktere benutzen dürfen. Aber der frische, ungezwungen natürliche Ton des Ganzen versöhnt mit solchen Längen und Schwächen: man merkt, daß dieser Film nicht nur für junge Menschen, sondern auch von jungen Menschen gedreht worden ist.“